# Sebhat Ephrem
Sebhat Ephrem (en tigrinya : ስብሓት ኤፍረም ; né en 1951 à Asmara en Érythrée) est un officier militaire et homme politique érythréen qui est ministre de l'Énergie et des Mines de l'Érythrée. Il a également été ministre de la Défense et ancien commandant du Front populaire de libération de l'Érythrée (FPLE) durant la guerre d'indépendance de l'Érythrée.

## Biographie
Sebhat Ephrem est né à Aksoum, en Éthiopie, de parents érythréens originaires d'Asmara. Son père, un administrateur d'hôpital de confession protestante, a inscrit Sebhat à l'école évangélique luthérienne d'Asmara, en Érythrée. Par la suite, Sebhat a étudié la pharmacie à l'Université d'Addis-Abeba pendant deux ans avant de rejoindre le Front de libération du peuple érythréen (FPLE) en 1972.

## Carrière militaire
Sebhat Ephrem a rapidement gravi les échelons, passant de commissaire politique à membre du comité exécutif en 1977. En 1986, il est devenu membre de l'état-major de l'ALPE et a été reconnu comme le principal stratège des victoires d'Afabet, Massawa et Dekemhare. Après la libération, Sebhat Ephrem a occupé le poste de gouverneur d'Asmara de juin 1992 à mars 1994. De mars 1994 à mai 1995, il a été ministre de la Santé, où il a apporté structure et réorganisation aux bureaux. Après avoir quitté l'armée en juin 1992, il y est retourné en mai 1995 avec le grade de général et a été nommé ministre de la Défense. On pense qu'en 1998, il était le seul général quatre étoiles des forces de défense érythréennes.